# Mimeresia ashira
Mimeresia ashira är en fjärilsart som beskrevs av Holland 1890. Mimeresia ashira ingår i släktet Mimeresia och familjen juvelvingar. Inga underarter finns listade i Catalogue of Life.